# Luis Gómez-Imbert
Luis Gómez-Imbert (n. Caracas, Venezuela) es un virtuoso contrabajista venezolano

## Formación académica
Estudió contrabajo con Jeff Bradetich, Gary Karr, Bertram Turetzky, Frantisek Posta, David Walter y Edgar Meyer. Se graduó summa cum laude en la Northwestern University, en 1988.
Ha estudiado también literatura orquestal con Warren Benfield y Joseph Guastafeste de la Chicago Symphony Orchestra; Edwin Barker de la Symphony Orchestra; y Harold Robinson de la Philadelphia Orchestra.

## Trabajo como intérprete
Poco después de su graduación, Imbert se presentó junto a su antiguo profesor Gary Carr durante una transmisión del programa Good Morning America de la Cadena ABC, en el verano de 1988. Desde entonces él ha realizado numerosas giras de concierto a través de las Américas y Europa como solista del contrabajo. Gómez-Imbert se ha presentado también junto a famosos contrabajistas, tales como Bertram Turetzky y Lucas Drew, con quien estrenó un concierto para dos contrabajos en Venezuela, el cual subsecuentemente interpretó en la Convención Internacional de Contrabajo que se llevó a cabo en la Universidad de Indiana en 1994.
Luis Gómez-Imbert se encuentra activo en diversas organizaciones musicales profesionales del área del Sur de La Florida y participa regularmente en conciertos de música de cámara. Él ha estado asociado a la Atlantic Classical Orchestra como contrabajista principal. Gómez-Imbert ha abogado activamente por la ejecución de obras contemporáneas, y muchas de ellas le han sido dedicadas o compuestas a su solicitud. Algunas de éstas han sido ejecutadas en Norte y Suramérica, así como en Europa, donde él ha sido invitado a participar en diversos festivales de música contemporánea que se han llevado a cabo en países como Francia, Austria, Italia y España.
Gómez-Imbert ha estrenado obras de reconocidos compositores como Orlando Jacinto García, Armando Rodríguez Ruidíaz y Alexandro Rodríguez

## Grabaciones
Gómez–Imbert ha grabado para las compañías Lyric y OO. Una de esas grabaciones recibió el premio de la Contemporary Record Society’s “New Recording of the Year - 1992”, otorgado por un panel que incluyó a prestigiosas figuras como George Crumb y Milton Babbit, así como el virtuoso violonchelista Yo Yo Ma.

## Actividad pedagógica
Luis Gómez-Imbert se unió a la facultad de música de la Florida International University en el otoño de 1994, como profesor de contrabajo y director del FIU New Music Ensemble. Su innovador estilo didáctico y de interpretación encontró un medio ideal para la enseñanza de un grupo de estudiantes norteamericanos, así como de variada procedencia, muchos de los cuales habían participado en conjuntos instrumentales profesionales a través del Sur de La Florida, así como en la escena internacional.